# Борлан, Анри
Анри Борлан (при рождении Хирш Борлан, фр. Henri Borlant, 5 июня 1927, X округ Парижа — 3 декабря 2024, XI округ Парижа) — французский медик, литератор, мемуарист, переживший Холокост.

## Биография
Борлан родился 5 июня 1927 года в 10-м округе Парижа в иммигрантской еврейской семье. Его отец Арон Борлан (1888—1942) был портным, уроженцем местечка Новые Маяки; мать Рахиль Гершевна Безнос (1900—1967), из Сорок, приходилась родной сестрой поэтессе-сюрреалистке и участнице движения Сопротивления Фанни Безнос. У него было восемь братьев и сестёр. После объявления Францией войны Германии Борлан бежал из Парижа и поселился в Сен-Ламбер-дю-Латте. Он посещал католическую школу в деревне и получил сертификат о среднем образовании, впоследствии став учеником механика.
15 июля 1942 года Борлан был арестован гестапо и временно интернирован в Анже. 20 июля 1942 года он был депортирован в Освенцим вместе со своим братом Бернардом, сестрой Дениз и отцом. Трое его родственников не выжили. Сам он сбежал из концлагеря Ордруф вместе с другом и нашёл убежище у мясника-антифашиста в Ордруфе, вскоре после этого сообщив армии США о концентрационном лагере.
После войны Борлан вернулся во Францию и изучал медицину, стал врачом. Женился на немке по имени Хелла Хольст. В 2005 году он дал свои показания о Холокосте в телефильме Les Survivants, а в 2011 году написал автобиографию под названием «Merci d’avoir survécu» («Спасибо, что выжили»).
Борлан умер 3 декабря 2024 года в возрасте 97 лет.